# Levanto
Lèvanto es una localidad y comune italiana de la provincia de La Spezia, región de Liguria, con 5.597 habitantes.

## Evolución demográfica
| Gráfica de evolución demográfica de Levanto entre 1861 y 2001 |
|                                                               |
| Fuente ISTAT - elaboración gráfica de Wikipedia               |